# Blondelia paradexoides
Blondelia paradexoides är en tvåvingeart som först beskrevs av Townsend 1926.  Blondelia paradexoides ingår i släktet Blondelia och familjen parasitflugor. Inga underarter finns listade i Catalogue of Life.